# Остерська волость
Остерська волость — історична адміністративно-територіальна одиниця Остерського повіту Чернігівської губернії з центром у повітовому місті Остер.
Станом на 1885 рік складалася з 37 поселень, 44 сільських громад. Населення — 15 142 особи (7345 чоловічої статі та 7797 — жіночої), 3271 дворове господарство.
|                     | Площа, десятин | У тому числі орної, дес. |
| ------------------- | -------------- | ------------------------ |
| Сільських громад    | 15810          | 12169                    |
| Приватної власності | 10383          | 6092                     |
| Іншої власності     | 654            | 445                      |
| Загалом             | 26847          | 18706                    |

Найбільші поселення волості на 1885 рік:
- Бобруйки — колишнє державне й власницьке село при урочищі Великий Круг, 793 особи, 190 дворів, православна церква, школа, постоялий будинок.
- Бірки — колишнє державне й власницьке село при річці Остер, 240 осіб, 44 двори, православна церква, 2 постоялих будинки, 3 водяних і вітряний млини, винокурний завод.
- Булахів — колишнє державне й власницьке село, 1204 особи, 262 двори, православна церква, 2 постоялих будинки, 2 вітряних млини.
- Волевачі — колишнє державне село, 700 осіб, 142 двори, постоялий будинок.
- Євминка  — колишнє державне село неподалік річки Десна, 1486 осіб, 304 двори, православна церква, 2 постоялих будинки.
- Красулька — колишнє державне село неподалік річки Десна, 631 особа, 154 двори, постоялий будинок.
- Крехаїв — колишнє державне село неподалік річки Десна, 1747 осіб, 368 дворів, православна церква, 2 постоялих будинки, лавка.
- Омелянів — колишнє державне й власницьке село при болоті Сукові, 645 осіб, 148 дворів, православна церква, 2 постоялих будинки.
- Пархимів — колишнє державне й власницьке село при болоті Розділочному, 645 осіб, 135 дворів, православна церква, школа, постоялий будинок.
- Савин — колишнє державне й власницьке село, 861 особа, 183 дворів, постоялий будинок, вітряний млин.
- Святе — колишнє державне й власницьке село при озері Святе, 818 осіб, 165 дворів, православна церква, постоялий будинок, вітряний млин.
- Старогородка — колишнє власницьке село при річці Остер, 430 осіб, 91 двір, православна церква, постоялий будинок, 2 водяних млини.
- Сираї — колишнє державне й власницьке село, 433 особи, 103 двори, православна церква, 2 постоялих будинки, 5 вітряних млинів.

1899 року у волості налічувалось 74 сільських громади, населення зросло до 24 877 осіб (12 613 чоловічої статі та 12 264 — жіночої).